# Draba korshinskyi
Draba korshinskyi là một loài thực vật có hoa trong họ Cải. Loài này được (O.Fedtsch.) Pohle mô tả khoa học đầu tiên năm 1915.